# La mujer japonesa
La mujer japonesa es una película india dirigida y escrita por Aparna Sen y protagonizada por Rahul Bose, Raima Sen, Moushumi Chatterjee y Chigusa Takaku. La película está ambientada en los Sundarbans y está basada en el cuento corto de Kunal Basu.

## Reparto
- Rahul Bose - Snehamoy Chatterjee
- Raima Sen - Sandhya
- Chigusa Takaku - Miyage
- Moushumi Chatterjee - Maashi
- Rudranil Ghosh - Fatik
- Paran Bandopadhyay - El doctor de Āyurveda
- Kunal Basu